# Lafourche Parish
Lafourche Parish is een parish in de Amerikaanse staat Louisiana.
De parish heeft een landoppervlakte van 2.809 km² en telt 89.974 inwoners (volkstelling 2000). De hoofdplaats is Thibodaux. Ze grenst in het westen aan Terrebonne Parish en Assumption Parish, in het noorden aan St. James Parish, St. John the Baptist Parish en St. Charles Parish, in het oosten aan Jefferson Parish en in het zuiden aan de Golf van Mexico. Het is een van de 22 parishes die samen Acadiana of Cajun Country vormen.

## Bevolkingsontwikkeling

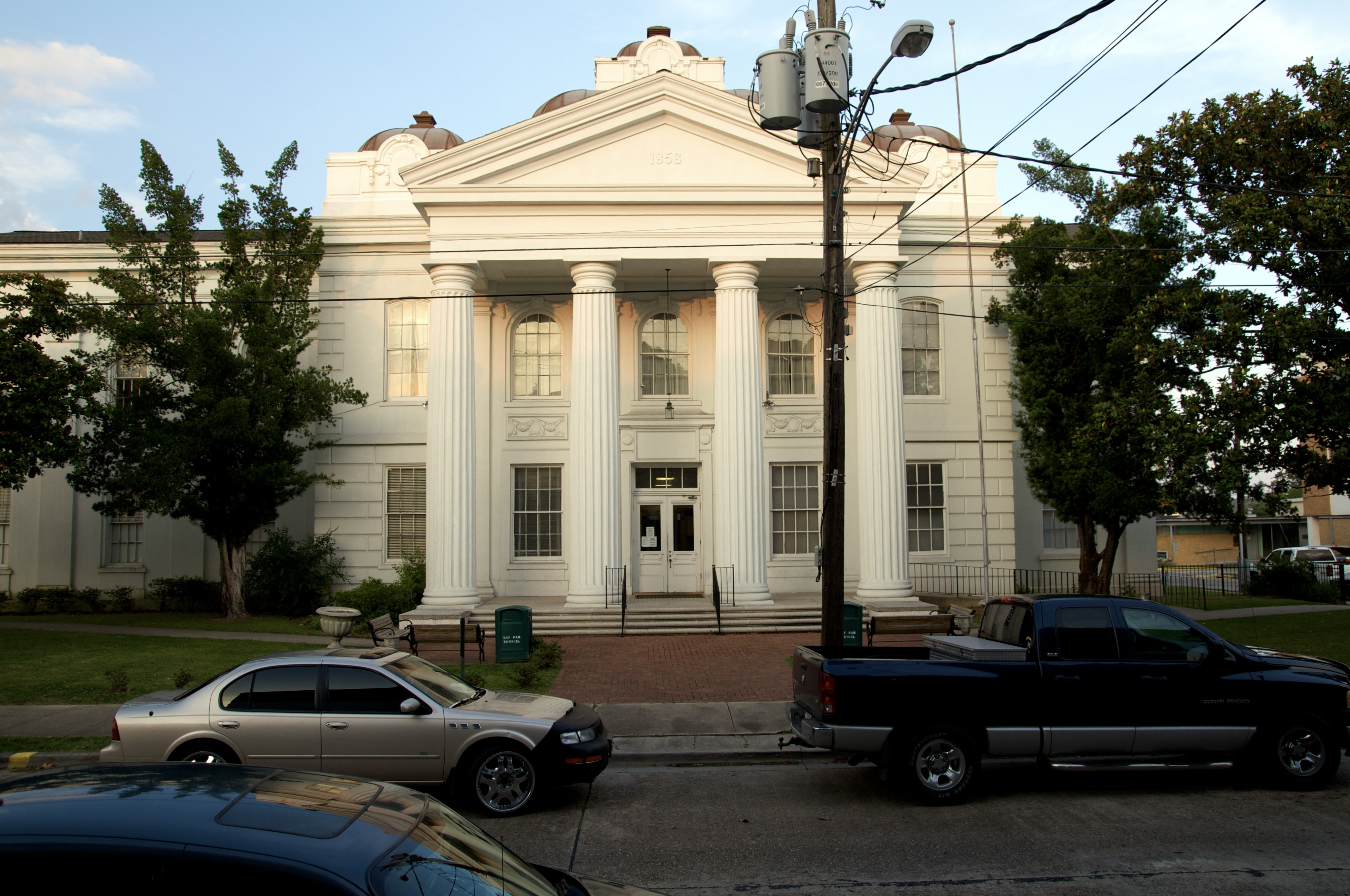
Lafourche Parish Courthouse